# Хозяйственные средства
Хозяйственные средства — это всё имущество предприятия, которое используется им в ходе хозяйственной деятельности. Хозяйственные средства предприятия находятся в непрерывном движении (в динамике), в постоянном кругообороте.

## Классификация хозяйственных средств
Хозяйственные средства, необходимые для осуществления предпринимательской деятельности, можно классифицировать по составу и по источникам образования

По составу выделяют:
1. Внеоборотные активы;
2. Оборотные активы.

По источникам образования выделяют:
1. Собственный капитал;
2. Заёмный капитал.

Внеоборотные и оборотные активы являются активом предприятия.
Собственный и заёмный капиталы являются пассивом предприятия.

## Внеоборотные активы
1. Основные средства (здания, оборудование, земельные участки, инструменты);
2. Нематериальные активы;
3. Вложения во внеоборотные активы — это вложения средств в активы предприятия, которые впоследствии будут приняты в качестве основных средств или нематериальных активов[2];
4. Долгосрочные финансовые вложения — это вложения предприятия в ценные бумаги, государственные или в уставные капиталы других фирм с целью получения дохода[2].

## Оборотные активы
1. Материалы, готовая продукция, товары;
2. Затраты предприятия;
3. Краткосрочные финансовые вложения;
4. Денежные средства в кассе на расчётном и валютном счёте предприятия;
5. Дебиторская задолженность.

## Собственный капитал
1. Уставный капитал;
2. Резервный капитал;
3. Добавочный капитал;
4. Нераспределённая прибыль.

## Заёмный капитал
1. Долгосрочные и краткосрочные кредиты банка;
2. Кредиторская задолженность.